# Derribo del LJ-35 T-24
El derribo del LJ-35 T-24 se produjo el 7 de junio de 1982, durante la guerra de las Malvinas, a raíz de un ataque de misiles de la Marina Real británica.

## Movimientos previos
El 7 de junio de 1982 desde la Base Aérea Militar Comodoro Rivadavia despegó la Sección «Nardo» del Escuadrón Fénix, formada por el Learjet LJ-35A matrículas T-24 y LV-ONN. La misión: reconocimiento fotográfico. El comandante del primer avión era el vicecomodoro Rodolfo De la Colina y el del segundo era el primer teniente Eduardo Bianco.

## El ataque
A las 09:05 horas, la Sección «Nardo» sobrevolaba la isla Borbón. En este momento, las tripulaciones de ambos aviones divisaron el lanzamiento de dos misiles (eran Sea Dart disparados por el HMS Exeter). Inmediatamente adoptaron maniobras evasivas para regresar. En ese momento uno de los misiles impactó en el T-24. El vicecomodoro De la Colina dijo:

Me dieron, no hay nada que hacerle…
Rodolfo De la Colina

El N.º 2, es decir el avión del primer teniente Bianco, a 200 o 300 metros a la derecha del guía y 200 pies arriba, vio una gran bola de fuego en T-24, y la parte que quedó entera entró en tirabuzón, perdiendo todo contacto. Los restos del avión cayeron durante casi dos minutos y se estrellaron en la isla Borbón.
El primer teniente Bianco dio motor a pleno y se alejó rápidamente ascendiendo, eran ya las 09:13 horas. Aterrizó en Comodoro Rivadavia a las 10:40 horas.

## Las bajas
| Nombre                      | Rango                            | Especialidad    |
| --------------------------- | -------------------------------- | --------------- |
| Rodolfo Manuel De la Colina | Comodoro post mortem             | Aviador militar |
| Juan José Ramón Falconier   | Vicecomodoro post mortem         | Aviador militar |
| Marcelo Pedro Lotufo        | Mayor post mortem                | Aerofotografía  |
| Francisco Tomás Luna        | Suboficial principal post mortem | Comunicante     |
| Guido Antonio Marizza       | Suboficial ayudante post mortem  | Mecánico        |